# Coupé

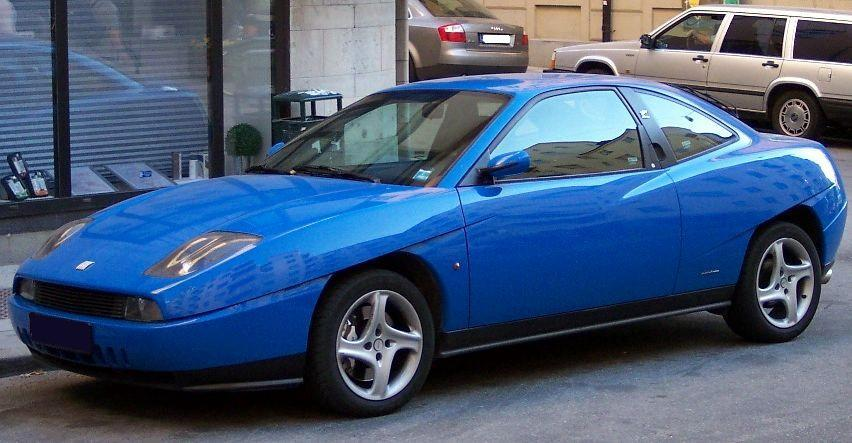
Fiat Coupé

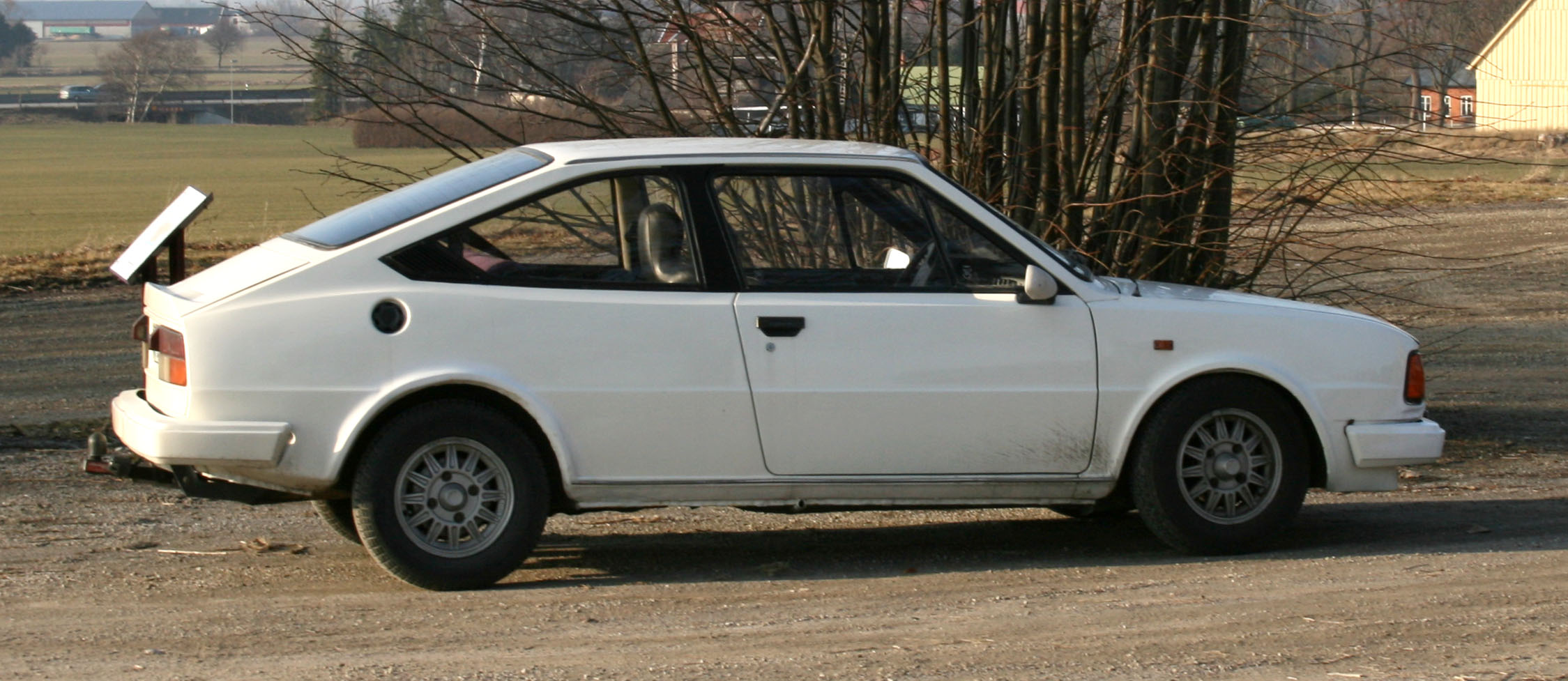
Škoda Rapid 130 Coupé

En coupé eller kupé (från franskans couper - skära av) är en täckt bilkaross med två eller fyra säten, fast tak och vanligtvis två dörrar. Vanligen används denna karossmodell på sportigare bilmodeller, och skiljer sig från bilarna ur samma modellserie genom att taklinjen oftast är något lägre och smäckrare.

## Källhänvisningar
1. ↑   kupe i Nationalencyklopedins nätupplaga. Läst 29 mars 2015.
2. ↑  ”coupé - Uppslagsverk - NE”. www.ne.se. http://www.ne.se/uppslagsverk/encyklopedi/l%C3%A5ng/coupe. Läst 12 september 2017.